# Cylindera mongolica
Cylindera mongolica  (лат.) — вид жуков-жужелиц из подсемейства скакунов. Субаридный центрально-палеарктический вид.
Россия (юг Средней Сибири, Забайкалье); Монголия, Северный Китай. Длина тела имаго около 1 см. В Бурятии обитает на колосняковых лугах и осоково-злаковой степи с участием кустарников спиреи.